# Constituția Uruguayului
Constituția Uruguayului este legea supremă a Uruguayului. Prima sa versiune a fost scrisă în 1830, iar ultimul său amendament a fost făcut în 2002. Se vorbește însă din aprilie 2007 despre un nou amendament. Prima constituție a statului Uruguay a fost adoptată în 1830.